# St. Trinitatis (Büttelbronn)

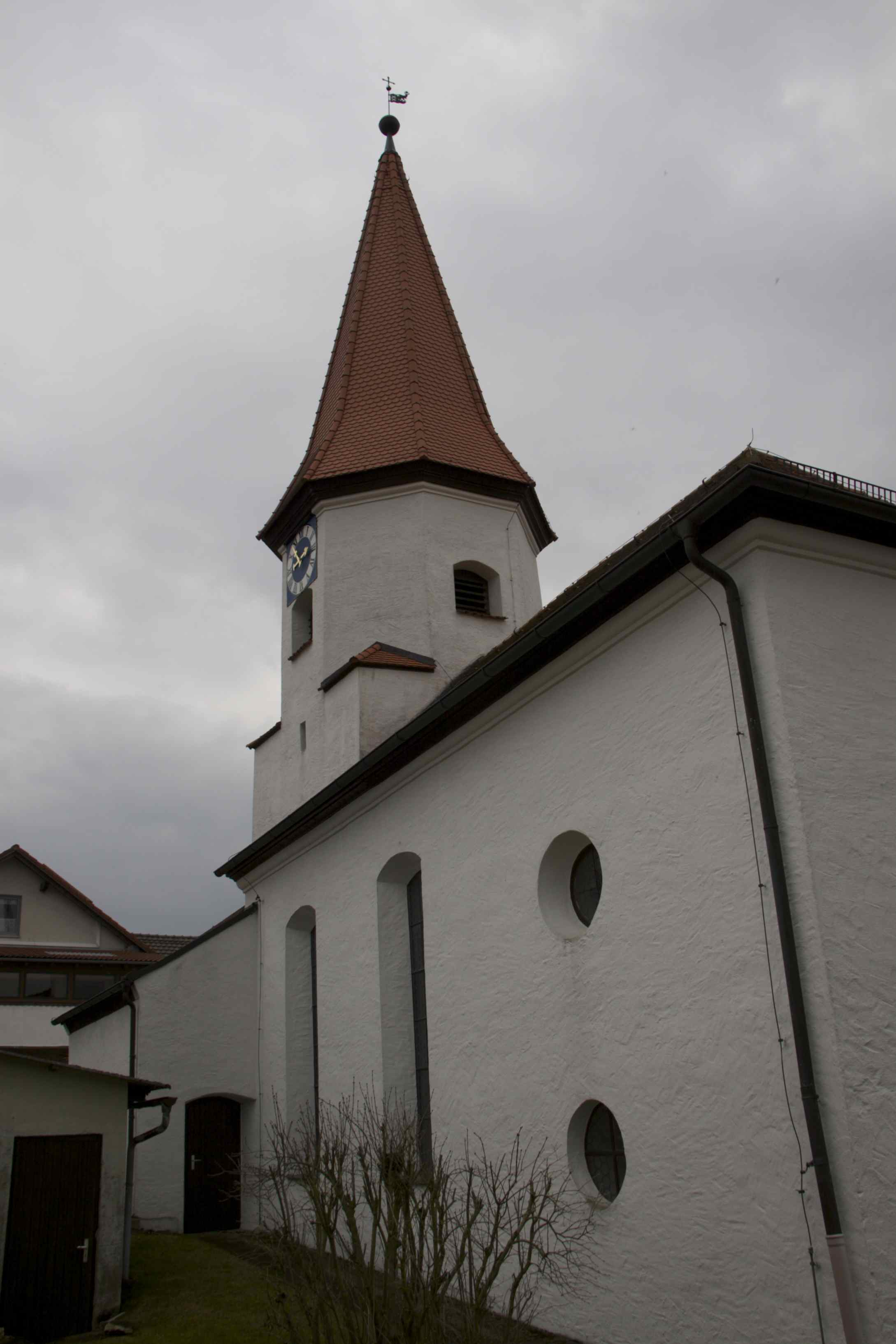
St. Trinitatis, aufgenommen 2014

Die evangelisch-lutherische Pfarrkirche St. Trinitatis ist ein denkmalgeschütztes Kirchengebäude in Büttelbronn, einem Gemeindeteil der bayerischen Gemeinde Langenaltheim im mittelfränkischen Landkreis Weißenburg-Gunzenhausen. Das Bauwerk ist unter der Denkmalnummer D-5-77-148-41 als Baudenkmal in die Bayerische Denkmalliste eingetragen. Die untertägigen Bestandteile der Kirche sind zusätzlich als Bodendenkmal (Nummer: D-5-7131-0015) eingetragen. Die Kirche gehört zur Region Mitte des Dekanats Pappenheim im Kirchenkreis Nürnberg der Evangelisch-Lutherischen Kirche in Bayern. Die Kirche mit der postalischen Adresse Dorfstraße 29 steht umgeben von weiteren denkmalgeschützten Bauwerken innerhalb des Büttelbronner Ortskerns an der Hauptstraße des Ortes auf einer Höhe von 536 m ü. NHN umgeben vom Dorffriedhof.

## Beschreibung

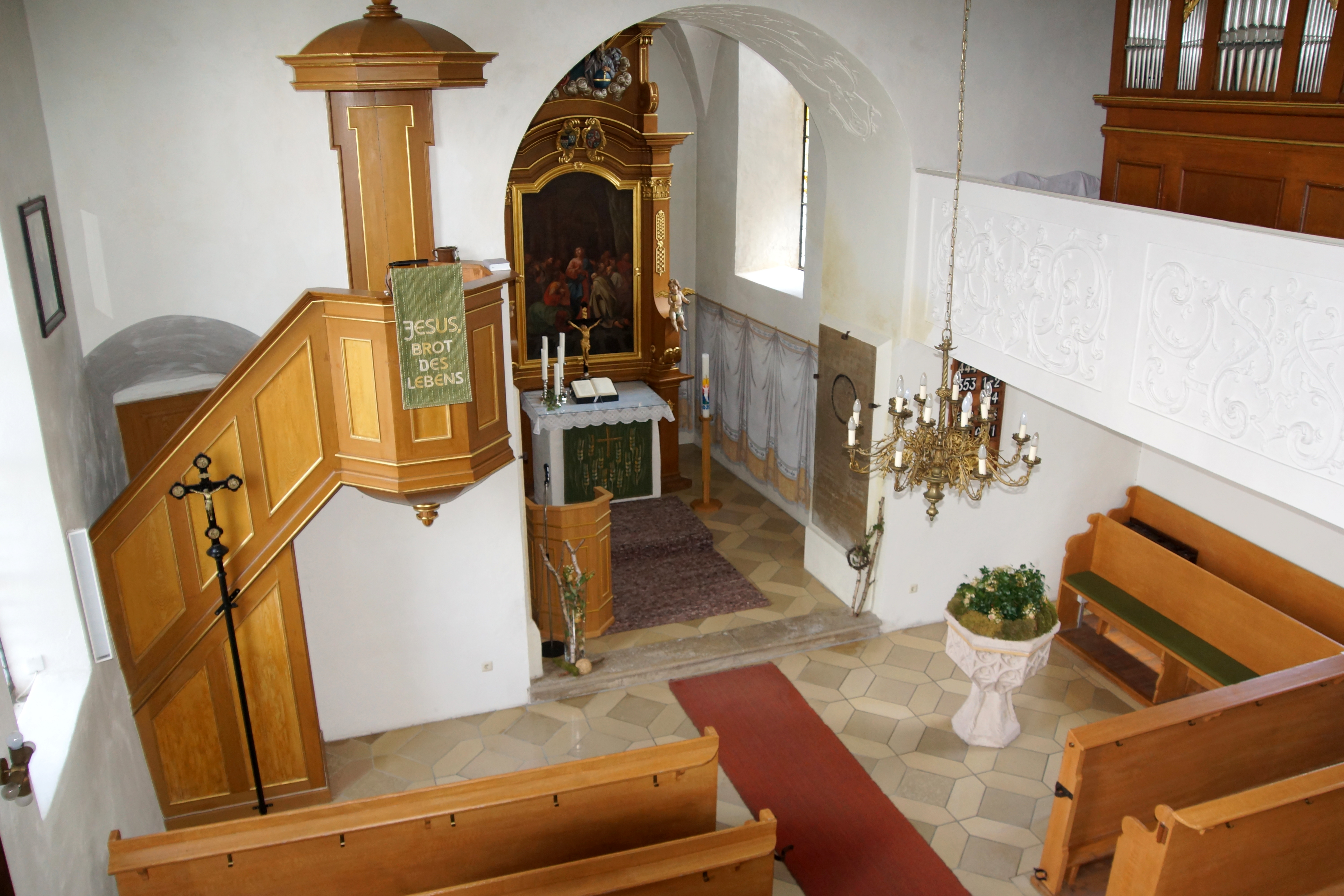
Innenraum; Blick auf den Hochaltar

Die derzeitige Saalkirche wurde 1724 unter Verwendung der unteren Geschosse des romanischen Chorturms aus dem 12. Jahrhundert gebaut. Das oberste Geschoss des Chorturms von 1774 ist achteckig und beherbergt die Turmuhr und den Glockenstuhl. Es ist bedeckt mit einem achtseitigen spitzen Helm. 
Das Langhaus, dessen Innenraum an den Langseiten Emporen hat, ist mit einer Flachdecke überspannt, der des Chors, d. h. das Erdgeschoss des Chorturms, mit einem Kreuzgratgewölbe, das mit Bandelwerk aus Stuck verziert ist. Über dem Chorbogen befindet sich das Wappen derer von Pappenheim. Das Altarbild des eher schlichten barocken Altars zeigt Jesus im Kreis der Apostel und im Altarauszug ein Relief der Heiligen Dreifaltigkeit (Trinitatis), nach der die Kirche benannt ist.

## Orgel

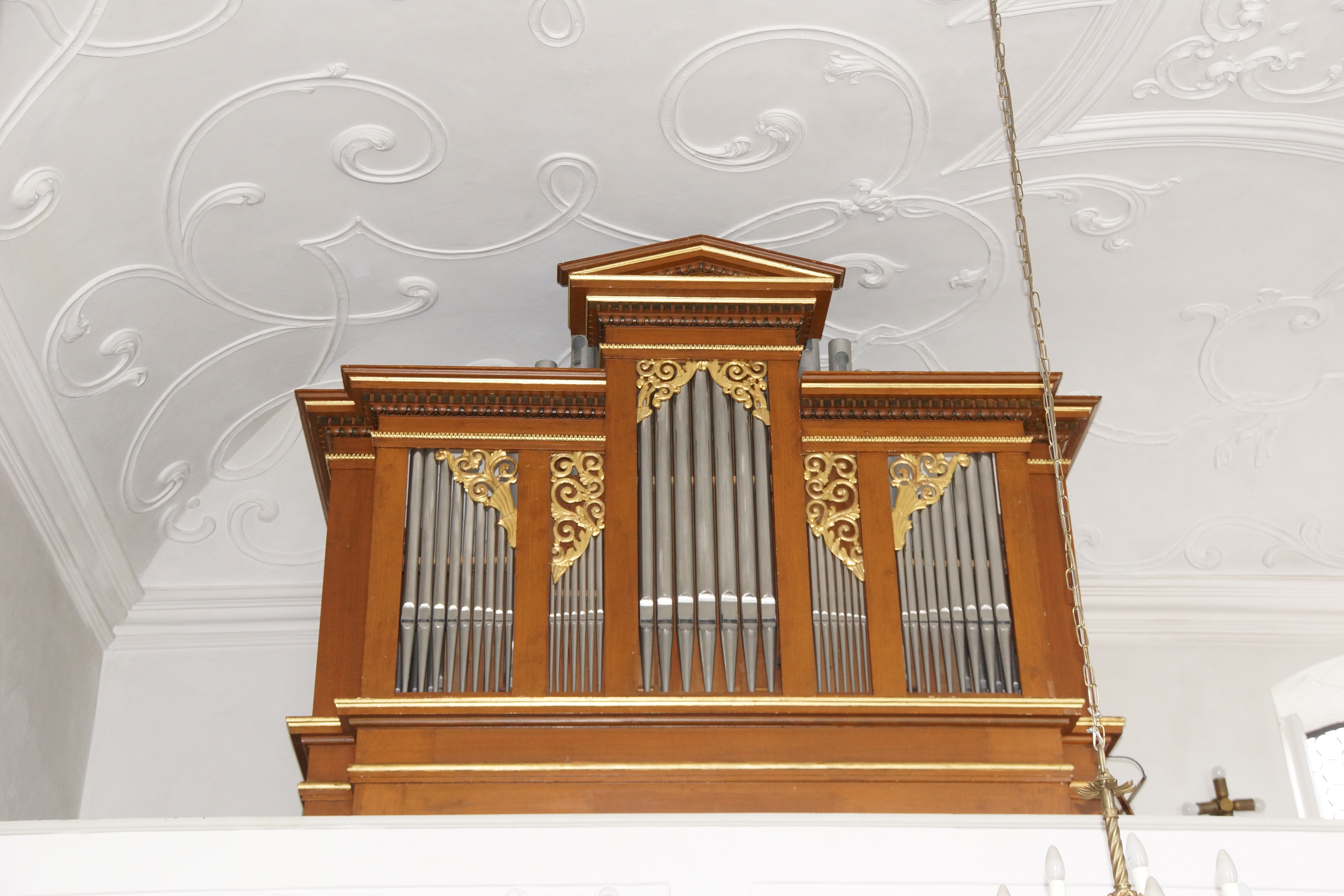
Die Strebel-Orgel

Die Orgel mit neun Registern, zwei Manualen und einem Pedal wurde 1909 von Johannes Strebel gebaut. Die Disposition lautet:
| I Manual C–g3  |       |
| Principal      | 8′    |
| Tibia          | 8′    |
| Viola da Gamba | 8′    |
| Octave         | 4′    |
| Mixtur III     | 2 ⁄3′ |

| II Manual C–g3 |    |
| Salicional     | 8′ |
| Liebl. Gedeckt | 8′ |
| Fugara         | 4′ |

| Pedal C–d1 |     |
| Subbaß     | 16′ |

- Koppeln: II/I, I/P, II/P, Suboktavkoppel II/I
- Spielhilfen: Mezzoforte, Forte, Auslöser, Calcant
- Bemerkungen: Taschenladen, pneumatische Spiel- und Registertraktur